# Hans Schneider (Architekt, 1860)

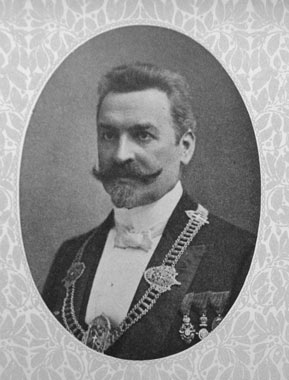
Hans Schneider

Hans Schneider (* 27. November 1860 in Wien; † 3. März 1921 ebenda) war ein österreichischer Architekt und christlich-sozialer Kommunalpolitiker.

## Leben
Hans Schneider war der Sohn des Schmiedemeisters Wenzel Schneider und dessen Frau Eva Maria Kneissl. Er besuchte die Baugewerbeschule in Wien und arbeitete dann etwa von 1878 bis 1883 im Baubüro Heinrich von Ferstels mit. Dadurch war er als junger Mann noch am Bau der Votivkirche und der Wiener Universität beteiligt, die von Ferstel errichtet wurden. Nach dem Tod Ferstels verliert sich die Spur Schneiders, bis er um 1895 im Büro Emil von Försters wieder nachgewiesen werden kann. Da Förster damals Vorstand der Hochbauabteilung im Innenministerium war, gelang es Schneider, mit einflussreichen Persönlichkeiten bekannt zu werden, etwa auch mit dem Thronfolger Franz Ferdinand, der Schneider in der Folge unterstützte. Zu dieser Zeit konnte Hans Schneider auch als selbständiger Architekt tätig werden.
Zu Beginn des 20. Jahrhunderts begann sich Schneider auch politisch zu engagieren. 1904 wurde er christlich-sozialer Gemeinderat im 20. Wiener Gemeindebezirk, 1905 auch Stadtrat, wobei er als Referent für Bauangelegenheiten zuständig war. Daneben war er von 1909 bis 1919 Kurator der Zentralsparkassa und Mitglied der Donauregulierungskommission, von 1913 bis 1919 Mitglied der Commission für Verkehrsanlagen in Wien. Weitere Funktionen waren von 1909 bis 1919 Obmann des Vereins der Hausbesitzer, 1909–1918 Bauschätzer des Oberhofmarschall-Gerichts, 1912–1921 Verwaltungsrat der Wiener Baugesellschaft und 1919–1921 Verwaltungsrat der Wiener Baustoff AG. Außerdem erhielt Schneider in jenen Jahren auch zahlreiche Auszeichnungen.
Hans Schneider war seit 1885 mit Anna Maria Gottwald verheiratet und hatte mit ihr zwei Kinder. Er starb nach langem Leiden an Magenkrebs und konnte seinen Kindern ein ansehnliches Vermögen hinterlassen.

## Werk
Hans Schneider hatte keine akademische Ausbildung, konnte aber aufgrund seiner Praxis bei den großen Architekten Heinrich von Ferstel und Emil von Förster viel lernen. Stilistisch war er von diesen geprägt und blieb zeitlebens ein Vertreter des Historismus, speziell des Neobarock. Durch seine politischen Kontakte konnte er auch größere Bauvorhaben verwirklichen. In seiner Praxis und als Entscheidungsträger blieb Schneider ein Traditionalist und Gegner der modernen Strömungen. Schneiders prominentester Bau war das Technische Museum in Wien. Bei der Auftragsvergabe kam es allerdings zu Ungereimtheiten und Schneiders Beauftragung wurde stark kritisiert.

| Foto |                 | Baujahr   | Name                                                                                    | Standort                                            | Beschreibung                                                                                     | Metadaten                                                            |
| ---- | --------------- | --------- | --------------------------------------------------------------------------------------- | --------------------------------------------------- | ------------------------------------------------------------------------------------------------ | -------------------------------------------------------------------- |
|      | Datei hochladen | 1878–1893 | Mitarbeit beim Bau von Votivkirche und der Wiener Universität                           |                                                     | mehrere Objekte Anmerkung: Im Büro von Heinrich von Ferstel                                      | P84(Architekt): P131(Ort):                                           |
|      | Datei hochladen | 1895      | Mitarbeit beim Bauten der Hofburg, des Hofburgtheaters und des Schlosses Belvedere      |                                                     | mehrere Objekte Anmerkung: Im Büro von Emil von Förster in leitender Position                    | P84(Architekt): P131(Ort):                                           |
| ja   | Datei hochladen | 1893–1894 | Miethaus HERIS-ID: 30805 Objekt-ID: 27580                                               | Wien 1, Kärntner Straße 37 Standort                 |                                                                                                  | P84(Architekt): P131(Ort):Innere Stadt Region-ISO:AT-9               |
| BW   | Datei hochladen | 1893–1894 | Miethaus                                                                                | Wien 9, Fuchsthallergasse 4 Standort                |                                                                                                  | P84(Architekt):Hans Schneider P131(Ort):Wien Region-ISO:AT-9         |
| BW   | Datei hochladen | 1894      | Miethaus                                                                                | Wien 2, Große Pfarrgasse 28–30 Standort             |                                                                                                  | P84(Architekt): P131(Ort):                                           |
| ja   | Datei hochladen | 1905      | Miethaus                                                                                | Wien 4, Schönburgstraße 17 Standort                 |                                                                                                  | P84(Architekt): P131(Ort):                                           |
|      | Datei hochladen | 1905      | Miethaus                                                                                | Wien 20, Brigittaplatz 14 Standort                  | zerstört                                                                                         | P84(Architekt):Hans Schneider P131(Ort):Wien Region-ISO:AT-9         |
|      | Datei hochladen | 1905      | Allerheiligenkirche                                                                     | Wien 20, Allerheiligenplatz 5                       | zerstört Anmerkung: im Krieg zerstört                                                            | P84(Architekt): P131(Ort):                                           |
| ja   | Datei hochladen | 1905      | Pfarrhof Allerheiligenkirche HERIS-ID: 62831 Objekt-ID: 75417                           | Wien 20, Allerheiligenplatz 11 Standort             |                                                                                                  | P84(Architekt): P131(Ort):Brigittenau Region-ISO:AT-9                |
| BW   | Datei hochladen | 1905      | Miethaus                                                                                | Wien 18, Währinger Straße 109–111 Standort          | Anmerkung: ehemals Communalsparkassa Währing, 1. Preis                                           | P84(Architekt):Hans Schneider P131(Ort):Wien Region-ISO:AT-9         |
| ja   | Datei hochladen | 1907      | Umbau                                                                                   | Wien 8, Lerchenfelder Straße 104 Standort           |                                                                                                  | P84(Architekt): P131(Ort):                                           |
| ja   | Datei hochladen | 1907–1910 | Neusimmeringer Pfarrkirche zur Unbefleckten Empfängnis HERIS-ID: 56735 Objekt-ID: 66294 | Wien 11, Enkplatz Standort                          | → Hauptartikel : Neusimmeringer Pfarrkirche f1                                                   | P84(Architekt): P131(Ort):Simmering Region-ISO:AT-9                  |
| BW   | Datei hochladen | 1908      | Miethaus                                                                                | Wien 20, Greiseneckergasse 20 Standort              |                                                                                                  | P84(Architekt):Hans Schneider P131(Ort):Wien Region-ISO:AT-9         |
| ja   | Datei hochladen | 1908      | Bürgerschule                                                                            | Wien 21, Deublergasse 19–21 Standort                | Anmerkung: ehemals Jubiläumsgasse, Fassade. Gebäude 1899 von den Brüdern Drexler                 | P84(Architekt):Hans Schneider P131(Ort):Wien Region-ISO:AT-9         |
| ja   | Datei hochladen | 1908–1910 | Militärinvalidenhaus und Kirche Hl. Nepomuk HERIS-ID: 77772 Objekt-ID: 91403            | Wien 13, Fasangartengasse 101 Standort              | Anmerkung: Ensemble und Invalidenhauskirche                                                      | P84(Architekt):Hans Schneider P131(Ort):Wien Region-ISO:AT-9         |
|      | Datei hochladen | 1909      | Miethaus                                                                                | Wien 20, Jägerstraße                                | Anmerkung: Nr. unbek.                                                                            | P84(Architekt): P131(Ort):                                           |
| ja   | Datei hochladen | 1909      | Erweiterung der Maria Lourdes Kapelle in Wolkersdorf HERIS-ID: 21482 Objekt-ID: 17802   | NÖ Standort                                         |                                                                                                  | P84(Architekt): P131(Ort):Wolkersdorf im Weinviertel Region-ISO:AT-3 |
| ja   | Datei hochladen | 1909–1913 | Technisches Museum HERIS-ID: 28962 Objekt-ID: 25575                                     | Wien 14, Mariahilfer Straße 212 Standort            | Anmerkung: nach einem Vorentwurf Emil von Försters                                               | P84(Architekt):Emil von Förster P131(Ort):Penzing Region-ISO:AT-9    |
| ja   | Datei hochladen | 1911      | Miethäuser                                                                              | Wien 8, Blindengasse 7–9 Standort                   | Anmerkung: Identadresse Pfeilgasse 55, Lerchenfeldergürtel 54                                    | P84(Architekt): P131(Ort):                                           |
| ja   | Datei hochladen | 1911      | Miethaus                                                                                | Wien 8, Pfeilgasse 48 Standort                      | Anmerkung: Identadresse Blindengasse 11, Lerchenfeldergürtel 56                                  | P84(Architekt): P131(Ort):                                           |
| ja   | Datei hochladen | 1911–1912 | Arbeiterunfallversicherungsanstalt HERIS-ID: 49079 Objekt-ID: 52672                     | Wien 20, Webergasse 2–6 Standort                    | Anmerkung: 1925–1972 Unfallkrankenhaus Webergasse, jetzt Büro der Allgemeinen Unfallversicherung | P84(Architekt):Hans Schneider P131(Ort):Brigittenau Region-ISO:AT-9  |
| ja   | Datei hochladen | 1912      | Miethaus                                                                                | Wien 1, Börseplatz 7 / Wipplingerstraße 32 Standort |                                                                                                  | P84(Architekt):Hans Schneider P131(Ort):Wien Region-ISO:AT-9         |
|      | Datei hochladen |           | diverse Fabrikgebäude                                                                   |                                                     | mehrere Objekte                                                                                  | P84(Architekt): P131(Ort):                                           |

## Auszeichnungen und Ehrungen
- Goldenes Verdienstkreuz mit Krone (1900)
- Ritter des Franz-Joseph-Ordens (1906)
- k.k. Baurat (1908)
- Kriegskreuz für Zivilverdienste 2. Klasse (um 1917)
- Rote Kreuz-Medaille (Preußen) (um 1917)
- Militär-Verdienstmedaille (Österreich) (1918)
- Bürger der Stadt Wien (1919)
- Oberbaurat(1919)